# Bayerisches Landessozialgericht

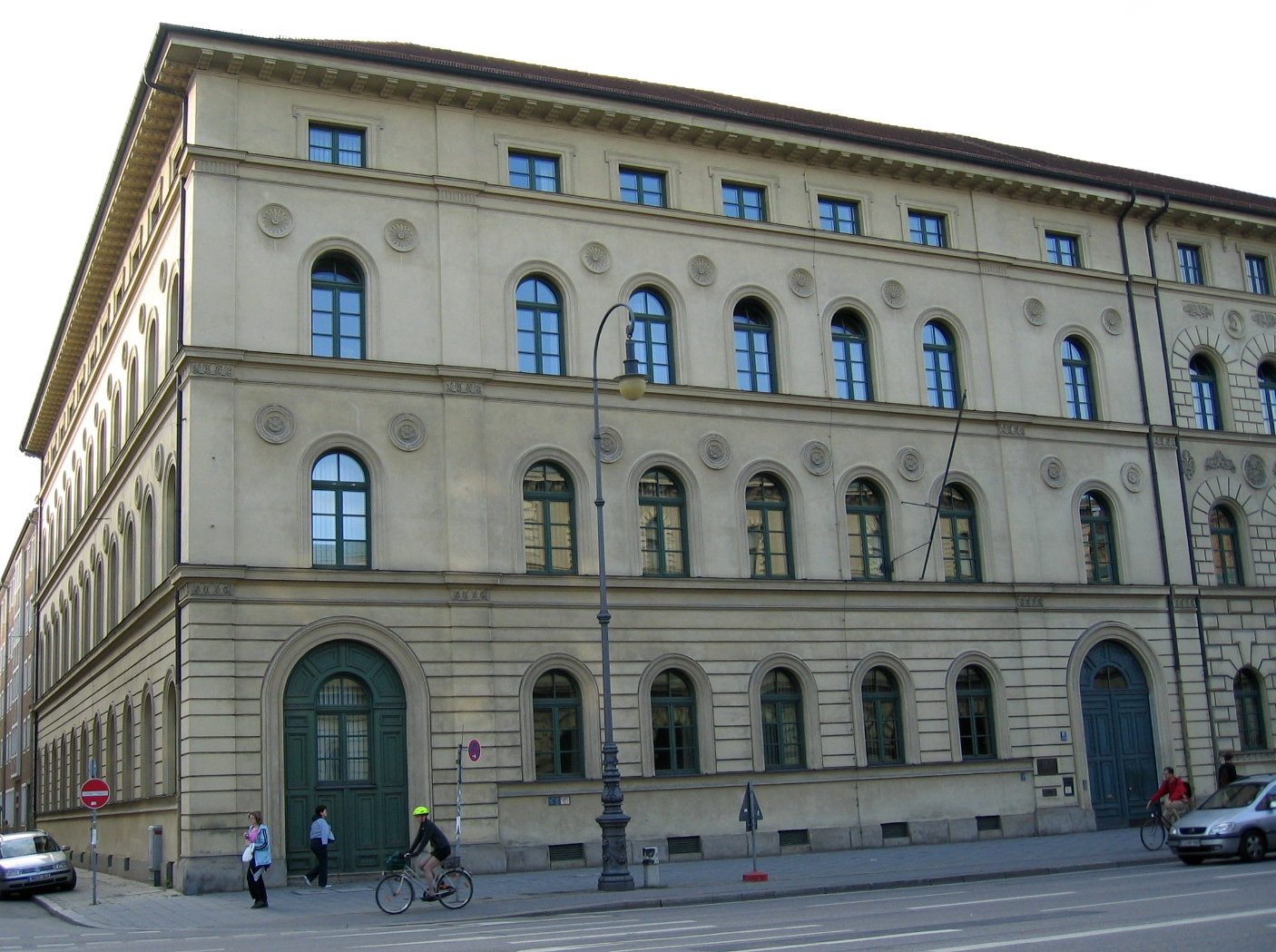
Bayerisches Landessozialgericht in München, 2005

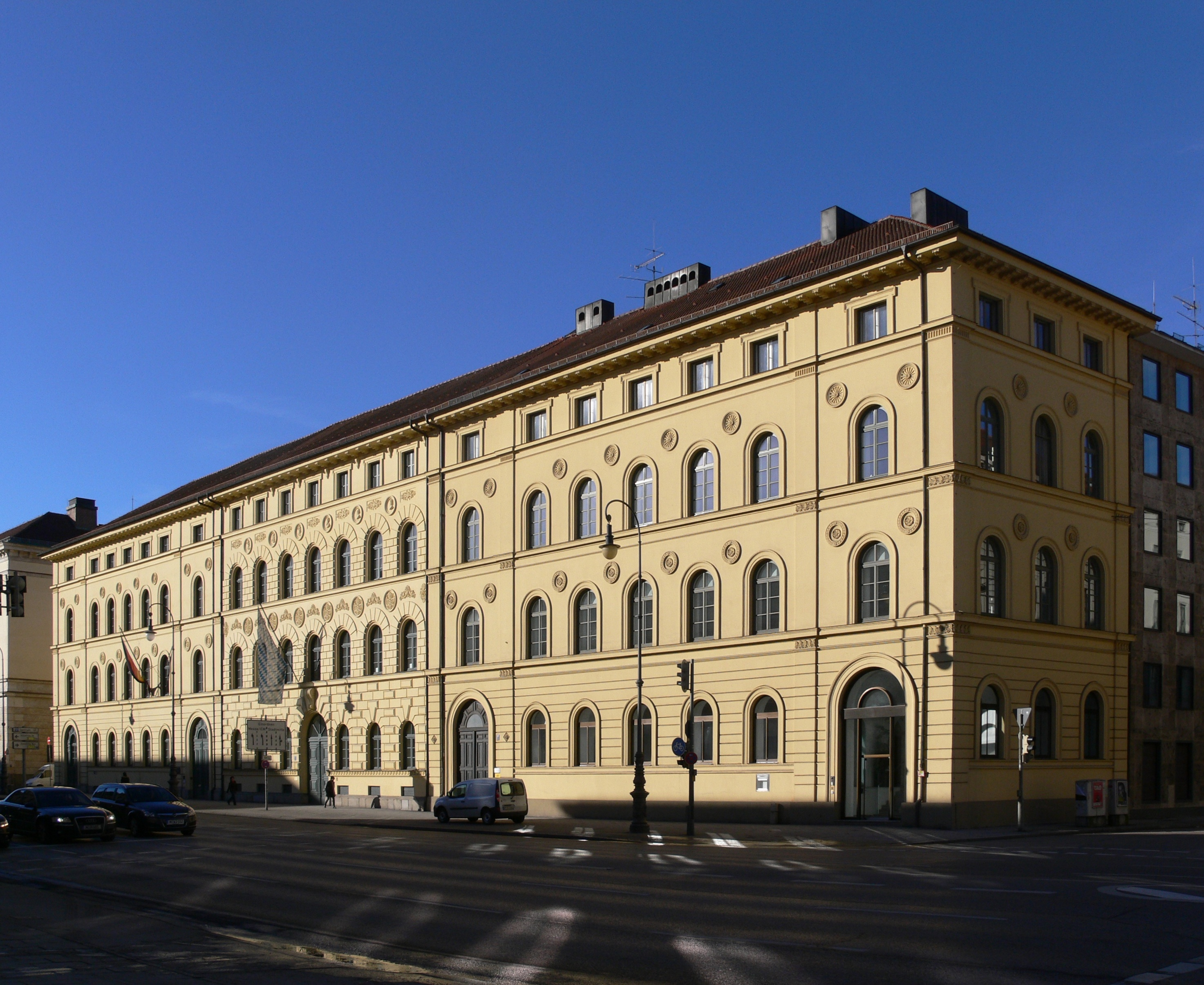
Gebäude Ludwigstraße 15–19 in München nach der Renovierung, ganz links: Bayerisches Landessozialgericht, 2009

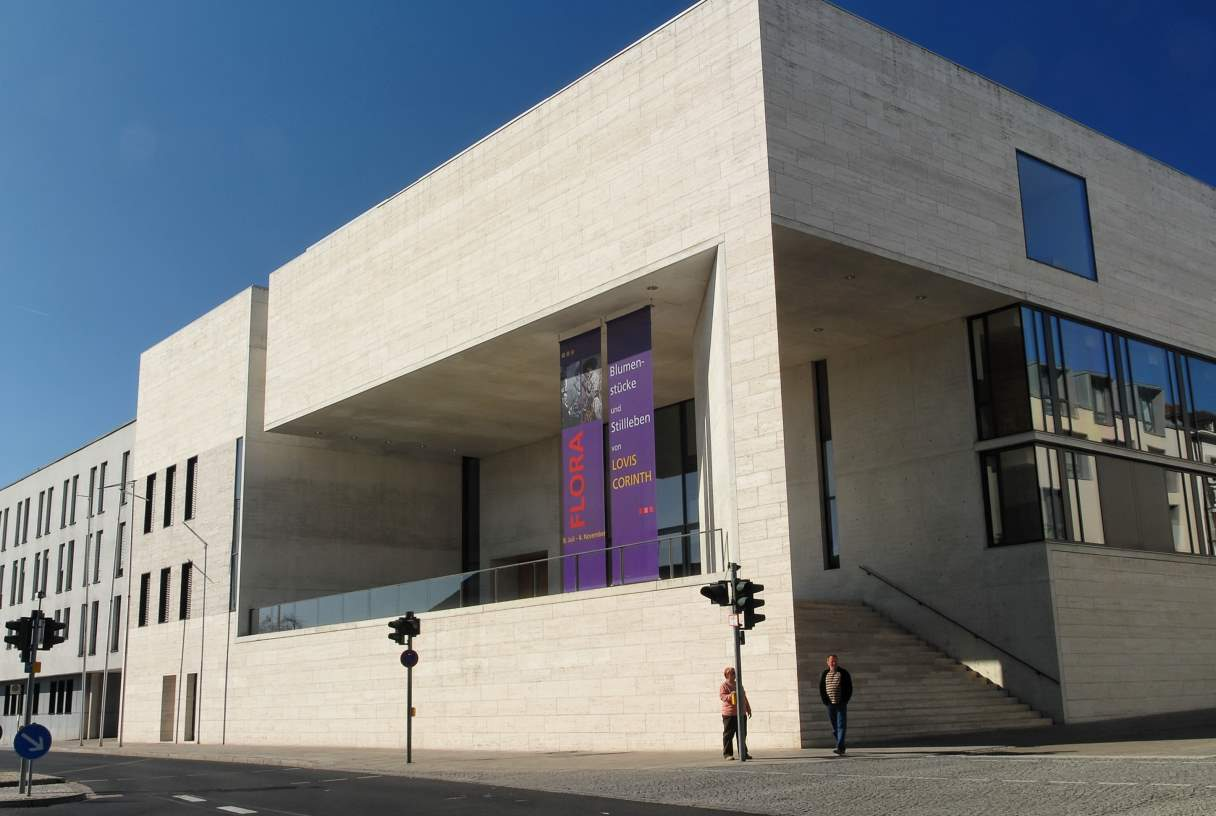
Museum Georg Schäfer in Schweinfurt, ganz links: Zweigstelle des Landessozialgerichts, 2007

Das Bayerische Landessozialgericht ist Bayerns höchstes Gericht der Sozialgerichtsbarkeit. Seit 1. September 2018 heißt der Präsident Günther Kolbe. 

## Geschichte, Gerichtssitz und -bezirk
Das Landessozialgericht (LSG) hat seinen Sitz in München, in Schweinfurt besteht eine Zweigstelle. Der Gerichtsbezirk umfasst das gesamte Gebiet des Bundeslandes.
Die Senate in München sind grundsätzlich für die Berufungen bzw. Beschwerden gegen Entscheidungen südbayerischer Sozialgerichte (Augsburg, Landshut, München, Regensburg), die Senate in Schweinfurt sind für Nordbayern (Sozialgerichte Bayreuth, Nürnberg, Würzburg) zuständig. Da aus rechtlichen Gründen die Zweigstelle kleiner sein muss, als das eigentliche LSG, sind in Schweinfurt nicht alle Fachsenate vorhanden, so dass z. T. auch für nordbayerische Entscheidungen Münchener Senate zuständig sind.
Von 2010 bis 2018 stand mit Elisabeth Mette erstmals eine Frau an der Spitze des Gerichts. 

## Gerichtsgebäude
Das LSG befindet sich in der Ludwigstraße 15, 80539 München (Stadtteil Maxvorstadt).
Die Zweigstelle in Schweinfurt befindet sich am Rusterberg 2, 97421 Schweinfurt (Stadtteil Altstadt).

## Leitung
- 1958–1959 Bruno Mauder, * 9. Mai 1893
- Ab 1960: Wolfgang Haensel, * 3. März 1903
- Ab 1972: Robert Berghofer, * 13. April 1909
- Ab 4. April 1974: Wilhelm Jörg, * 28. Januar 1915
- Ab 1. August 1989: Helmut Müller, * 29. September 1928
- Ab 7. Januar 1994: Klaus Brödl, * 10. Juni 1945
- 13. Juli 2010 bis Ende August 2018: Elisabeth Mette
- Seit 1. September 2018: Günther Kolbe

## Bibliothek
Die Bibliothek des Landessozialgerichts Bayern ist eine nichtöffentliche Präsenzbibliothek mit den Schwerpunkten:
- Alterssicherung der Landwirte
- Arbeitsförderung
- Vertragsarzt-, Vertragspsychotherapeuten- und Vertragszahnarztrecht
- Kindergeldrecht
- Krankenversicherung
- Soziales Entschädigungsrecht
- Pflegeversicherung
- Rentenversicherung
- Schwerbehindertenrecht
- Unfallversicherung

Sie kann auch von gerichtsfremden Personen genutzt werden.

## Mediation
Seit dem 1. September 2006 kann am Bayerischen Landessozialgericht und am Sozialgericht München im Rahmen eines Projekts nach der Klageerhebung auch eine Mediation durchgeführt werden.

## Instanzenzug
Dem Landessozialgericht Bayern ist das Bundessozialgericht übergeordnet. Nachgeordnete Gerichte befinden sich in
- Nürnberg (zuständig für Mittelfranken)
- Landshut (zuständig für Niederbayern)
- München (zuständig für Oberbayern)
- Bayreuth (zuständig für Oberfranken)
- Regensburg (zuständig für die Oberpfalz)
- Augsburg (zuständig für Schwaben)
- Würzburg (zuständig für Unterfranken) mit einer LSG-Zweigstelle in Schweinfurt